# Electronic Entertainment Expo 2020
L’Electronic Entertainment Expo 2020, ou E3 2020, devait être la 26e édition d'un salon consacré exclusivement aux jeux vidéo organisé par l'Entertainment Software Association. L'évènement aurait dû se dérouler au Palais des congrès de Los Angeles (en Californie), du 9 au 11 juin 2020. Il est annulé le 11 mars 2020 en raison de l'inquiétude croissante suscitée par la pandémie de Covid-19, mais l'ESA annonce qu'elle examine néanmoins d'autres possibilités d'organiser un évènement en ligne afin de pouvoir exposer les différentes annonces et nouveautés de l'industrie en juin 2020.

## Format et changements
Certains observateurs remarquent que l'E3 est en perte de vitesse constante, et ce depuis bien avant la crise liée au Covid-19,,,,.
Un plus grand nombre de places destinées au grand public (par opposition aux membres de la presse et de l'industrie) sont mises en ventes pour l'E3 2020 : 25 000 soit 10 000 de plus que les 15 000 de l'édition précédente,. L'ESA projetait de revoir le format de l'E3 en 2020 pour qu'il y ait plus d'interactivité avec les participants, afin de refléter le changement de public de l'évènement et d'en faire un « festival pour les fans, les médias et les influenceurs. » L'ESA déclare que l'évènement sera « un spectacle passionnant et dynamique, mettant en scène de nouvelles expériences, de nouveaux partenaires et espaces de présentation pour les exposants, et une programmation qui divertiront aussi bien les nouveaux participants que les habitués. » Le président de l'ESA Stanley Pierre-Louis affirme que l'association s'est inspirée du moment de l'E3 2019 où Keanu Reeves était sur scène et a été interpellé par un membre du public, car c'est le genre d'interaction qu'elle ne peut planifier mais qui est la raison d'être de l'évènement ; sa volonté est de créer plus d'opportunités similaires dans le futur. Cela aurait pu être réalisé en faisant intervenir plus de célébrités qui sont des gamers lors de différents aspects de l'exposition.
La société Sony Interactive Entertainment, qui était présente à chaque E3 jusqu'en 2018, annonce qu'elle ne participera pas à l'E3 en 2020 pour la deuxième année consécutive, car la nouvelle vision de l'évènement ne lui permet pas d'atteindre ses objectifs, et qu'à la place elle sera présente à un certain nombre d'évènements plus petits tout au long de l'année. La division Xbox de Microsoft devait en revanche bien participer à l'évènement, lors duquel des annonces concernant la 4e génération de consoles Xbox, dont la sortie est attendue pour fin 2020, devaient être faites.
Geoff Keighley, l'organisateur et le présentateur de l'E3 Coliseum, un évènement créé en 2017, en streaming en direct pendant l'E3 où sont interviewés des développeurs et des éditeurs, affirme qu'il a décidé de ne pas participer à l'E3 cette année, et ce pour la première fois en 25 ans.

## Annulation à cause de la pandémie de Covid-19
En raison de la pandémie de Covid-19 et de l'état d'urgence déclaré dans le comté de Los Angeles début mars 2020, l'ESA déclare dans un premier temps qu'elle évalue la situation mais qu'elle a toujours l'intention d'organiser l'évènement. L'ESA annonce ensuite officiellement l'annulation de l'évènement le 11 mars 2020,,,, et déclare : « en raison des inquiétudes croissantes et accablantes à propos du virus Covid-19, nous pensons que c'était la meilleure chose à faire pendant cette crise mondiale sans précédent. Nous sommes très déçus de ne pas pouvoir organiser cet évènement pour nos fans et nos supporters. Mais nous savons que c'est la bonne décision, sur base des informations dont nous disposons à ce jour. » L'ESA procède ensuite au remboursement intégral pour les participants, et explore des alternatives afin que les exposants puissent faire des présentations virtuelles pendant la semaine où l'E3 était prévu.

## Évènements alternatifs

### Microsoft
Après l'annulation de l'E3 2020, Microsoft annonce qu'il tiendra un Xbox digital event où il diffusera les informations qu'il comptait fournir à l'E3 2020, parmi lesquelles notamment des informations sur les jeux et des détails sur la 4e génération de consoles Xbox dont le lancement est prévu en 2020.

### Ubisoft
Ubisoft réagit à l'annulation de l'E3 2020 en annonçant : « nous explorons actuellement les différents formats en ligne à notre disposition pour partager nos actualités et sorties. »

### Devolver Digital
Devolver Digital, qui avait sous-entendu l'annulation de l'E3 en suggérant aux participants de se faire rembourser leurs billets d'avion et réservations d'hôtel, maintient sa conférence en ligne.

### Limited Run Games
Limited Run Games annonce qu'il maintient sa présentation en ligne, prévue pour le 8 juin 2020, lors de laquelle il présentera ses titres à venir.

### Bethesda Softworks
Le 1er avril 2020, Bethesda Softworks annonce qu'il ne présentera pas de conférence pré-E3 en ligne en juin cette année,.